# Grästorps IK
Der Grästorps IK ist ein 1956 gegründeter schwedischer Eishockeyklub aus Grästorp. Die Mannschaft spielt in der Hockeyettan.

## Geschichte
Der Grästorps IK wurde 1956 gegründet. Die Mannschaft trat erstmals in der Saison 2000/01 überregional in Erscheinung, als sie in der drittklassigen Hockeyettan antrat, jedoch stieg sie auf Anhieb wieder in die viertklassige Hockeytvåan ab. Erst in der Saison 2009/10 gelang dem Grästorps IK die Rückkehr in die Hockeyettan, in der er sich zunächst etablieren konnte. Seit einem zwischenzeitlichen Abstieg spielt die Mannschaft wieder in der Hockeytvåan.